# Agrostophyllum javanicum
Agrostophyllum javanicum är en orkidéart som beskrevs av Carl Ludwig von Blume. Agrostophyllum javanicum ingår i släktet Agrostophyllum och familjen orkidéer. Inga underarter finns listade i Catalogue of Life.